# Христо Димитров – Хиндо
Вижте пояснителната страница за други личности с името Христо Димитров.
Христо Димитров – Хиндо е български сценарист, кинооператор и актьор.

## Биография
Роден е на 28 януари 1953 година в град Котел. Завършва в Бургас морско училище, а след това учи различни специалности като българска филология, фотография и операторско майсторство в Лодз. През 1983 година завършва ВИТИЗ „Кръстьо Сарафов“.

## Филмография

### Сценарист
- Лозето (2007)
- Помполитите-преди и след (2007)
- Преводачката на черно-бели филми (2007)
- Сол в задника, трън в петата (2007)
- Три неща (2007)
- Тишина в Камбоджа (1993)
- Баща (1989)
- Сляпа събота (1988)

### Оператор
- Лозето (2007)
- Помполитите-преди и след (2007)
- Преводачката на черно-бели филми (2007)
- Сол в задника, трън в петата (2007)
- Реката (1995)
- Тишина в Камбоджа (1993)
- НеоФео (1990)
- Баща (1989)

### Актьор
- Февруари – овчар, дядо на Петър
- 8’19” (2018), 6 новели
- Врагове (2017) – военен художник
- Козелът (2009) Шеф
- Рапсодия в бяло (2002) Кларнетистът
- Граница (1994) Лудият
- Парчета любов (1989)
- В името на народа (1984), 8 серии
- Мера според мера (1981) Комита
- Мера според мера (1981), 7 серии – Комита